# Podomyrma inermis
Podomyrma inermis är en myrart som beskrevs av Mayr 1876. Podomyrma inermis ingår i släktet Podomyrma och familjen myror. Inga underarter finns listade i Catalogue of Life.